# 대한민국 고교야구 주말리그
대한민국 고교야구 주말리그는 대한야구협회의 주최로 대한민국에서 2011년부터 시작된 고등학교 야구리그이다. 초기의 KBO 리그와 같이 전반기, 후반기로 나눠 리그를 한 해에 두 번씩 개최하고 있으며 리그는 지역 대회와 왕중왕전로 구성되는데 고등학교 야구팀은 전국적으로 리그를 치르기에는 재정적으로 힘든 면이 있어 인근의 고등학교끼리 조별 예선 성격의 지역 대회를 치르고 지역 대회에서 우수한 성적을 거둔 팀은 승자전 형식으로 진행되는 왕중왕전에 진출해 승부를 가르는 형식이다. 전반기 왕중왕전은 황금사자기 전국고교야구대회로 후반기 왕중왕전은 청룡기 전국고교야구 선수권대회로 불리기도 한다.
2015년부터는 주말리그가 축소되어 1년에 전, 후반기 2회 실시하던 것이 전반기에 한 번만 실시하는 것으로 변경되었다.

## 지역 대회
| 회수 | 연도          | | 우승 | 준우승 |
| ---- | ------------- | --- | --- | ------ |
| 1    | 2011년 전반기 | 광주제일고등학교 · 덕수고등학교 · 부산고등학교 · 북일고등학교 · 야탑고등학교 · 제물포고등학교 · 충암고등학교 · 포항제철공업고등학교                     | 강릉고등학교 · 군산상업고등학교 · 경남고등학교 · 대구고등학교 · 부천고등학교 · 신일고등학교 · 장충고등학교 · 청주고등학교                                             |        |
| 2    | 2011년 후반기 | 강릉고등학교 · 개성고등학교 · 북일고등학교 · 대구상원고등학교 · 야탑고등학교 · 서울고등학교 · 신일고등학교 · 화순고등학교                               | 경북고등학교 · 광주제일고등학교 · 덕수고등학교 · 대전고등학교 · 부천고등학교 · 울산공업고등학교 · 제물포고등학교 · 휘문고등학교                                       |        |
| 3    | 2012년 전반기 | 경북고등학교 · 덕수고등학교 · 부산고등학교 · 북일고등학교 · 서울고등학교 · 야탑고등학교 · 제물포고등학교 · 화순고등학교                                 | 마산용마고등학교 · 순천효천고등학교 · 신일고등학교 · 울산공업고등학교 · 유신고등학교 · 인천고등학교 · 장충고등학교 · 청주고등학교                                     |        |
| 4    | 2012년 후반기 | 경북고등학교 · 광주제일고등학교 · 덕수고등학교 · 부산고등학교 · 북일고등학교 · 서울고등학교 · 인천고등학교 · 야탑고등학교                               | 강릉고등학교 · 광주동성고등학교 · 대구상원고등학교 · 대전고등학교 · 신일고등학교 · 울산공업고등학교 · 유신고등학교 · 휘문고등학교                                     |        |
| 5    | 2013년 전반기 | 경남고등학교 · 경기고등학교 · 공주고등학교 · 광주제일고등학교 · 대구상원고등학교 · 덕수고등학교 · 야탑고등학교 · 제물포고등학교                         | 강릉고등학교 · 대구고등학교 · 배명고등학교 · 제주고등학교 · 청주고등학교 · 충훈고등학교 · 순천효천고등학교 · 휘문고등학교                                             |        |
| 6    | 2013년 후반기 | 대구고등학교 · 동산고등학교 · 북일고등학교 · 성남고등학교 · 야탑고등학교 · 울산공업고등학교 · 장충고등학교 · 순천효천고등학교                           | 경남고등학교 · 경북고등학교 · 광주제일고등학교 · 배명고등학교 · 선린인터넷고등학교 · 원주고등학교 · 유신고등학교 · 청주고등학교                                       |        |
| 7    | 2014년 전반기 | 경남고등학교 · 경북고등학교 · 광주제일고등학교 · 마산용마고등학교 · 북일고등학교 · 서울고등학교 · 성남고등학교 · 장안고등학교 · 제물포고등학교          | 광주동성고등학교 · 대구고등학교 · 마산고등학교 · 부경고등학교 · 야탑고등학교 · 인천고등학교 · 장충고등학교 · 청주고등학교 · 휘문고등학교                              |        |
| 8    | 2014년 후반기 | 개성고등학교 · 경기고등학교 · 경북고등학교 · 광주동성고등학교 · 덕수고등학교 · 마산고등학교 · 북일고등학교 · 신일고등학교 · 유신고등학교 · 야탑고등학교 | 경남고등학교 · 광주제일고등학교 · 대구상원고등학교 · 마산용마고등학교 · 배명고등학교 · 성남고등학교 · 선린인터넷고등학교 · 세광고등학교 · 인천고등학교 · 장안고등학교 |        |
| 9    | 2015년        | 김해고등학교 · 광주동성고등학교 · 부산고등학교 · 상원고등학교 · 서울고등학교 · 유신고등학교 · 인천고등학교 · 장충고등학교 · 청주고등학교 · 휘문고등학교 | 경주고등학교 · 덕수고등학교 · 마산고등학교 · 부경고등학교 · 선린인터넷고등학교 · 설악고등학교 · 소래고등학교 · 세광고등학교 · 인상고등학교 · 제물포고등학교           |        |
| 10   | 2016년 전반기 | | |        |
| 11   | 2016년 후반기 | | |        |

## 왕중왕전
| 회수 | 연도          |                    | 우승             | 준우승                        | 준결승 |
| ---- | ------------- | ------------------ | ---------------- | ----------------------------- | ------ |
| 1    | 2011년 전반기 | 충암고등학교       | 광주제일고등학교 | 덕수고등학교 야탑고등학교     |        |
| 2    | 2011년 후반기 | 대구상원고등학교   | 북일고등학교     | 장충고등학교 충암고등학교     |        |
| 3    | 2012년 전반기 | 북일고등학교       | 장충고등학교     | 덕수고등학교 충암고등학교     |        |
| 4    | 2012년 후반기 | 덕수고등학교       | 신일고등학교     | 대전고등학교 북일고등학교     |        |
| 5    | 2013년 전반기 | 덕수고등학교       | 마산고등학교     | 경기고등학교 광주동성고등학교 |        |
| 6    | 2013년 후반기 | 덕수고등학교       | 야탑고등학교     | 청주고등학교 신일고등학교     |        |
| 7    | 2014년 전반기 | 서울고등학교       | 마산용마고등학교 | 북일고등학교 유신고등학교     |        |
| 8    | 2014년 후반기 | 덕수고등학교       | 충암고등학교     | 야탑고등학교 유신고등학교     |        |
| 9    | 2015년        | 선린인터넷고등학교 | 대구상원고등학교 | 동산고등학교 서울고등학교     |        |
| 10   | 2016년 전반기 | 덕수고등학교       | 마산용마고등학교 | 동산고등학교 서울고등학교     |        |
| 11   | 2016년 후반기 | 덕수고등학교       | 서울고등학교     | 동산고등학교 배명고등학교     |        |

## 대회 집계
2017년 4월 13일 현재
| 순위 | 학교               | 지역·서열 |     | 우승 | 준우승 | 준결승 | 8강 | 지역 우승 | 지역 준우승 |
| ---- | ------------------ | --------- | --- | ---- | ------ | ------ | --- | --------- | ----------- |
| 1    | 덕수고등학교       | 서울·1위  | 6회 |      | 2회    | 1회    | 5회 | 3회       |             |
| 2    | 북일고등학교       | 충남·1위  | 1회 | 1회  | 2회    | 2회    | 8회 |           |             |
| 3    | 충암고등학교       | 서울·2위  | 1회 | 1회  | 2회    |        | 1회 |           |             |
| 4    | 서울고등학교       | 서울·3위  | 1회 | 1회  | 2회    | 1회    | 6회 |           |             |
| 5    | 대구상원고등학교   | 대구·1위  | 1회 | 1회  |        | 1회    | 3회 | 2회       |             |
| 6    | 선린인터넷고등학교 | 서울·4위  | 1회 |      |        |        |     | 3회       |             |
| 7    | 마산용마고등학교   | 경남·1위  |     | 2회  |        |        | 1회 | 3회       |             |
| 8    | 야탑고등학교       | 경기·1위  |     | 1회  | 2회    |        | 7회 | 1회       |             |
| 9    | 신일고등학교       | 서울·5위  |     | 1회  | 1회    | 5회    | 2회 | 4회       |             |
| 10   | 장충고등학교       | 서울·6위  |     | 1회  | 1회    | 2회    | 2회 | 3회       |             |
| 11   | 광주제일고등학교   | 광주·1위  |     | 1회  |        | 2회    | 4회 | 4회       |             |
| 12   | 마산고등학교       | 경남·2위  |     | 1회  |        | 1회    | 2회 | 2회       |             |
| 13   | 유신고등학교       | 경기·2위  |     |      | 2회    | 1회    | 3회 | 3회       |             |
| 14   | 동산고등학교       | 인천·1위  |     |      | 2회    | 1회    | 2회 |           |             |
| 15   | 경기고등학교       | 서울·7위  |     |      | 1회    | 1회    | 2회 | 1회       |             |
| 16   | 대전고등학교       | 대전·1위  |     |      | 1회    | 1회    |     | 2회       |             |
| 17   | 광주동성고등학교   | 광주·2위  |     |      | 1회    |        | 3회 | 2회       |             |
| 18   | 청주고등학교       | 충북·1위  |     |      | 1회    |        | 1회 | 5회       |             |
| 19   | 제물포고등학교     | 인천·2위  |     |      |        | 3회    | 4회 | 3회       |             |
| 20   | 부산고등학교       | 부산·1위  |     |      |        | 3회    | 4회 | 1회       |             |
| 21   | 경남고등학교       | 부산·1위  |     |      |        | 3회    | 3회 | 3회       |             |
| 22   | 인천고등학교       | 인천·3위  |     |      |        | 3회    | 2회 | 3회       |             |
| 23   | 경북고등학교       | 대구·2위  |     |      |        | 2회    | 4회 | 2회       |             |
| 24   | 순천효천고등학교   | 전남·1위  |     |      |        | 2회    | 1회 | 2회       |             |
| 25   | 제주고등학교       | 제주·1위  |     |      |        | 2회    |     | 2회       |             |
| 26   | 화순고등학교       | 전남·2위  |     |      |        | 1회    | 2회 |           |             |
| 27   | 경주고등학교       | 경북·1위  |     |      |        | 1회    |     | 1회       |             |
| 28   | 배재고등학교       | 서울·8위  |     |      |        | 1회    |     |           |             |
| 29   | 성남고등학교       | 서울·9위  |     |      |        |        | 3회 | 1회       |             |
| 30   | 개성고등학교       | 부산·3위  |     |      |        |        | 2회 |           |             |
| 30   | 포항제철고등학교   | 경북·2위  |     |      |        |        | 2회 |           |             |
| 32   | 휘문고등학교       | 서울·10위 |     |      |        |        | 1회 | 4회       |             |
| 32   | 대구고등학교       | 대구·3위  |     |      |        |        | 1회 | 4회       |             |
| 34   | 울산공업고등학교   | 울산·1위  |     |      |        |        | 1회 | 3회       |             |
| 35   | 강릉고등학교       | 강원·1위  |     |      |        |        | 1회 | 2회       |             |
| 36   | 장안고등학교       | 경기·3위  |     |      |        |        | 1회 | 1회       |             |
| 36   | 설악고등학교       | 강원·2위  |     |      |        |        | 1회 | 1회       |             |
| 36   | 공주고등학교       | 충남·2위  |     |      |        |        | 1회 | 1회       |             |
| 39   | 김해고등학교       | 경남·3위  |     |      |        |        | 1회 |           |             |
| 39   | 백송고등학교       | 경기·4위  |     |      |        |        | 1회 |           |             |
| 41   | 배명고등학교       | 서울·11위 |     |      |        |        |     | 3회       |             |
| 42   | 부천고등학교       | 경기·5위  |     |      |        |        |     | 2회       |             |
| 42   | 부경고등학교       | 부산·4위  |     |      |        |        |     | 2회       |             |
| 42   | 세광고등학교       | 충북·2위  |     |      |        |        |     | 2회       |             |
| 42   | 소래고등학교       | 경기·5위  |     |      |        |        |     | 2회       |             |
| 46   | 군산상업고등학교   | 전북·1위  |     |      |        |        |     | 1회       |             |
| 46   | 충훈고등학교       | 경기·7위  |     |      |        |        |     | 1회       |             |
| 46   | 원주고등학교       | 강원·3위  |     |      |        |        |     | 1회       |             |
| 46   | 인상고등학교       | 전북·1위  |     |      |        |        |     | 1회       |             |
| 46   | 안산공업고등학교   | 경기·7위  |     |      |        |        |     | 1회       |             |